# Línea 510 (Punta Alta)
La línea 510 es una línea interurbana de colectivos del Partido de Coronel Rosales, que conecta las localidades de Punta Alta, Bajo Hondo y Balneario Pehuen-Có. El servicio es prestado por la Compañía PuntalTOUR S.A. y tiene un costo de $4500 para el trayecto Punta Alta - Pehuen-Có.

## Recorridos

### Recorrido de Ida
Salida de la Terminal de Ómnibus por calle Mitre, Passo, Villanueva, Saavedra, Ruta
249, Ruta 3, Bajo Hondo (escuela), retoma por Ruta 3, acceso a Pehuen-Co, Ruta Provincial 113/2,
Avenida Trolon, Brown, Fragata Sarmiento, Avenida Rosales, Argentina, La Boya, Avenida San Martín,
Lauquen-Mapu, Parador (Brown 517)

### Recorrido de Vuelta
Salida del Parador (Brown 517), Brown, Fragata Sarmiento, Avenida Rosales,
Argentina, San Martín, Lauquen-Mapu, Brown, Avenida Trolon, Ruta Provincial 113/2, Ruta 3, Bajo
Hondo, Ruta 3, Ruta 249, Dorrego, Alem, Espora, Rosales, Brown, Luiggi, Terminal de Ómnibus